# Отмэн, Олив
Олив Отмэн (англ. Olive Oatman, 1837 — 20 марта 1903) — женщина родом из штата Иллинойс. В 1851 году её семья была убита на территории современной Аризоны воинами из индейского племени, предположительно толкепаяс (восточные явапаи). На этот момент ей было 14 лет. Индейцы поработили Олив и её сестру, позже продали индейцам из племени мохаве. После нескольких лет, проведённых с мохаве, от голода умирает сестра Олив. Сама Олив вернулась в американское общество спустя пять лет после похищения.
В последующие годы история мисс Отмэн была пересказана с долей поэтической вольности в прессе, её собственных мемуарах, а также выступлениях, театральных постановках, новеллах, фильмах, стихотворениях. Эта история получила отклик в средствах массовой информации частично благодаря знаменитой синей татуировке на лице Олив, нанесённой людьми из племени мохаве. Большинство из произошедшего с Олив за время пребывания с племенем Мохаве остается неизвестным.

## Ранние годы
Родилась в семье Ройса и Мэри Анн Отмэн. Олив была одной из семерых детей и воспитывалась по обычаям мормонов.
В 1850 семья Отмэн присоединилась к составу обозов, ведомых Джеймсом Брюстером — членом Церкви Иисуса Христа Святых последних дней, чьи разногласия с церковным руководством в Солт-Лейк-Сити, территория Юта, заставили его порвать отношения с последователями Бригама Янга в Юте и повести своих последователей (брюстеритов) в Калифорнию, которая, как он утверждал, в отличие от Юты, является «назначенным местом сбора» для мормонов.
Количество иммигрантов, покинувших Индепенденс с Брюстером 5-го августа 1850 года, составляло от 85 до 93 человек. Разногласия внутри группы спровоцировали раскол около Санта-Фе (территория Нью-Мексико). Последователи Брюстера выбрали северное направление, в то время как Ройс Отмэн и несколько других семей выбрали южный маршрут через Сокорро (Нью-Мексико) и Тусон (Аризона). Близ Сокорро Ройс Отмэн возглавил группу путешествующих. Они достигли территории Нью-Мексико в начале 1851 года, но условия климата на этой территории их не удовлетворили. Остальные обозы мало-помалу отказались от достижения устья реки Колорадо.
Группа достигла оазиса Марикопа Уэллс, когда начались разговоры о том, что при продвижении вперед их ждёт бесплодная пустошь, а также враждебно настроенные индейцы. Остальные семьи решили остаться. В конечном итоге, никто кроме Отмэнов не продолжил путешествие. Позже на территории современной Аризоны случилось то, что принято называть «Резня Отмэнов» на берегах реки Хила, примерно в 80-90 милях на восток от Юмы.

## Резня Отмэнов
К тому времени Ройс и Мэри Отмэн уже имели семерых детей возрастом от одного года до семнадцати лет. Четыре дня спустя к ним приблизилась группа коренных американцев, просивших табак, еду и винтовки. В какой-то момент семья Отмэн была атакована этой группой, моментально были убиты все, кроме четырнадцатилетней Олив, семилетней Мэри Анн, пятнадцатилетнего Лоренцо, которого избили и оставили умирать.
Лоренцо очнулся, но не обнаружил никаких следов Олив и Мэри Анн. В конце концов он достиг поселения, где ему оказали помощь. Спустя три дня Лоренцо, который уже присоединился к обозу с эмигрантами, нашел тела своих убитых родных: «Мы похоронили тела отца, матери и младенца в одной могиле». У человека нет шансов выкопать надлежащие могилы в каменистой вулканической почве, так что они собрали тела вместе и сложили каменную пирамиду над ними. Останки были окончательно перезахоронены ранним колонизатором Аризоны Чарльзом Постоном.

## Похищение и плен
После нападения индейцы забрали с собой девочек и некоторые вещи, принадлежавшие семье. Позже Олив определит похитителей как Тонто Апачи. Всё же, вероятно, это были толкепаяс (Восточные явапаи), жившие в деревне в 60-100 милях от места нападения. После появления девушек в деревне их рассматривали как угрозу, Олив полагала, что её убьют. Тем не менее, девушек использовали в качестве рабынь для добычи пищи, воды, присмотра за костром и остальными обязанностями прислуги; часто их подвергали жестокому обращению, избиениям.
Спустя год группа индейцев Мохаве посетила деревню для обмена овощей, одеял, двух коней и всяких безделушек на пленных девушек, после чего через несколько дней они оказались в деревне Мохаве на пересечении рек Хила и Колорадо (современный Нидлс, Калифорния). Девушки тотчас были взяты семьей племенного лидера (Kohot), чьё имя также было Эспианола (Espianola) или Эспанесай (Espanesay). Племя Мохаве было более процветающим, нежели похитившее девушек племя. Кроме того, обе жены Эспиранесая и его дочь Топека (Topeka) стали заботиться о благополучии сестёр Отмэн. Впоследствии Олив многократно выражала свою глубокую привязанность этим женщинам.
Аэспанео распорядилась выдать девочкам Отмэн участки земли для фермы. Приняты ли были девочки в семью вождя, неизвестно. Позже Олив утверждала, что они с Мэри Анн были пленницами мохаве и поэтому она боялась уйти. Она не контактировала с большими группами, которые посещали племя Мохаве на протяжении её пребывания с ними. Лишь годы спустя она отправилась в Нью-Йорк на встречу с Иратаба (Irataba), вождём мохаве, с которым они говорили о былых временах.
Обе девушки получили татуировки на своих подбородках и руках в соответствии с обычаем племени для тех, кто являлся его членами. Позже в книге Страттона и собственных лекциях Олив утверждала, что была татуирована как рабыня Мохаве, но это противоречит традициям Мохаве, согласно которым такие татуировки получали лишь члены племени для того, чтобы обеспечить хорошую загробную жизнь.
В 1855 году во время продолжительной засухи племя Мохаве, где жили сёстры, пережило голод, и Мэри Анн погибла в возрасте десяти или одиннадцати лет одновременно с большим числом людей из племени.
Позже Олив говорила с большой благодарностью о мохаве, которые обращались с ней куда лучше, чем толкепаяс. Со временем Олив стала менее уверена в этом. Возможно, сказался так называемый Стокгольмский синдром.

## Освобождение
Когда Олив Отмэн было девятнадцать лет, Франциско, гонец индейцев Юма, появился в поселении мохаве с сообщением из форта Юма. Слухи сообщали о том, что в поселении мохаве проживает белая девушка, и командир поста приказал вернуть её или узнать причину, по которой она не хочет возвращаться. Племя мохаве скрыло Олив. Сперва они вообще отрицали, что Олив белая; часть мохаве высказывала свою привязанность к Олив, другие же боялись расправы со стороны белых. Тем временем Франциско уехал в селения других, живущих по близости мохаве и вскоре сделал вторую попытку заставить мохаве расстаться с Олив. В этот раз он предложил им обмен, включая одеяла и белых лошадей, одновременно он угрожал, что белые могут уничтожить это племя мохаве, если они не отдадут Олив.
После некоторых переговоров, в которых на этот раз Олив принимала участие, племя решило принять условия и Олив была доставлена в Форт Юма спустя двадцать дней путешествия. Топека (Topeka) — дочь Эспианолы и Аэспанео отправилась в путешествие вместе с Олив. До прибытия в форт Олив настояла, чтобы ей была выдана надлежащая одежда, так как она была облачена в традиционную юбку племени мохаве, которая не закрывает тело выше талии. Внутри форта Олив была окружена аплодирующими людьми.
Сьюзен Томсон — её подруга детства, с которой Олив подружилась снова, много лет спустя утверждала, что Олив, вернувшись, скорбела, потому что была замужем за мужчиной мохаве и родила двух мальчиков.
Сама Олив отрицала слухи о её замужестве или то, что она была изнасилована явапаи или мохаве. В книге Страттона она объявила: «К чести этих дикарей будет сказано, что они никогда не относились ко мне оскорбительно». Однако она согласилась с тем, что лишь замужние женщины мохаве имеют синий татуаж подбородка.
Не прошло и нескольких дней её пребывания в форте, как Олив обнаружила своего брата Лоренцо, который давно разыскивал её с сестрой. Их встреча стала главной новостью по всему Западу.

## Последующая жизнь
В 1857 пастор по имени Ройал Б. Страттон написал книгу про Олив и Мэри Анн, названную «Жизнь среди индейцев». Книга была издана тиражом 30 000 экземпляров и стала бестселлером того времени. Гонорар от продажи пошел на обучение Олив и Лоренцо в Тихоокеанском Университете. Также Олив отправлялась на лекции, где помогала продвигать эту книгу.
В Ноябре 1865-го Олив вышла замуж за скотовода Джона Б. Фэирчайлда. Ходили слухи, что в 1877 году она умерла в некоем приюте в Нью-Йорке, но на самом деле она переехала с мужем в город Шерман, Техас, где они удочерили девочку-младенца, которую назвали Мэми.

## Смерть и наследие
Олив Отмэн Фэйрчайлд (Olive Oatman Fairchild) умерла 20 марта 1903 года от сердечного приступа в возрасте шестидесяти пяти лет. Она была погребена на кладбище Вэст Хилл в городе Шерман, штат Техас.
Город-призрак «Отмэн», штат Аризона, посещаемый туристами из ближайших игровых городов, назван в её честь.
Персонаж Евы из сериала «Ад на колёсах» был создан Робином МакЛеви по образу Олив Отмэн. Однако кроме похищения группой индейцев и голубой татуировки на подбородке, другие сходства между ними отсутствуют.